# Dick Gibson
Dick Gibson (n. 16 aprilie 1918) a fost un pilot englez de Formula 1 care a evoluat în Campionatul Mondial între anii 1957 și 1958.
1. ↑   http://www.oldracingcars.com/driver/Dick_Gibson Lipsește sau este vid: |title= (ajutor)